# Pyropteron doryliforme
Espèce
Pyropteron doryliforme est une espèce de lépidoptères (papillons) de la famille des Sesiidae, de la sous-famille des Sesiinae, de la tribu des Synanthedonini, du genre Pyropteron et du sous-genre Pyropteron (Pyropteron).

## Historique et dénomination
L'espèce Pyropteron doryliforme a été décrite par le naturaliste allemand Ferdinand Ochsenheimer en 1808, sous le nom initial de Sesia doryliforme.

### Synonymie
- Sesia doryliforme Ochsenheimer, 1808 Protonyme
- Sesia icteropusZeller, 1847
- Sesia euglossaeformis Lucas, 1849
- Pyropteron doryliforme var. bellieri Le Cerf, 1916
- Pyropteron doryliforme f. chimena Le Cerf, 1916
- Pyropteron doryliforme f. funebris Le Cerf, 1916
- Pyropteron doryliforme f. intermedia Le Cerf, 1916
- Pyropteron doryliforme f. melanina Le Cerf, 1916
- Pyropteron doryliforme f. subceriaeformis Le Cerf, 1916
- Pyropteron tingitana Le Cerf, 1916
- Pyropteron doryliforme var. andalusica Le Cerf, 1920
- Pyropteron doryliforme var. chretieni Le Cerf, 1920
- Pyropteron doryliforme ab. flavina Le Cerf, 1920
- Pyropteron doryliforme f. androchroma Le Cerf, 1934
- Sesia doryliforme ab. unicolorRagusa, 1904 (necWalker, [1865])
- Synansphecia doryliformis
- Pyropteron doryliforme
- Chamaesphecia doryliformis

## Taxinomie
Liste des sous-espèces
- Pyropteron doryliforme doryliforme (Ochsenheimer, 1808)
- Pyropteron doryliforme icteropus (Zeller, 1847)

## Répartition
Australie, Afrique du Nord, Méditerranée.